# Turgay Gemicibaşi
Turgay Philipp Gemicibaşi (Riesa, 23 aprile 1996) è un calciatore turco con cittadinanza tedesca, centrocampista dell'Admira Wacker M..

## Carriera

### Club
Nato in Germania da una famiglia di origini turche, è cresciuto nei settori giovanili di varie squadre tedesche. Dopo aver iniziato la sua carriera nelle serie minori dei campionati tedesco ed austriaco, nel 2021 è stato acquistato dall'Austria Klagenfurt, squadra neopromossa in Bundesliga, con cui ha esordito nella prima divisione austriaca il 25 luglio dello stesso anno, disputando l'incontro pareggiato 1-1 contro il Wolfsberger.

### Nazionale
Ha rappresentato le nazionali giovanili turche Under-17 ed Under-18.

## Statistiche

### Presenze e reti nei club
Statistiche aggiornate al 15 luglio 2022.
| Stagione        | Squadra            | Campionato      | Campionato | Campionato | Coppe nazionali | Coppe nazionali | Coppe nazionali | Coppe continentali | Coppe continentali | Coppe continentali | Altre coppe | Altre coppe | Altre coppe | Totale | Totale |
| Stagione        | Squadra            | Comp            | Pres       | Reti       | Comp            | Pres            | Reti            | Comp               | Pres               | Reti               | Comp        | Pres        | Reti        | Pres   | Reti   |
| --------------- | ------------------ | --------------- | ---------- | ---------- | --------------- | --------------- | --------------- | ------------------ | ------------------ | ------------------ | ----------- | ----------- | ----------- | ------ | ------ |
| 2015-2016       | Siegen             | OL              | 14         | 0          |                 | -               | -               |                    | -                  | -                  |             | -           | -           | 14     | 0      |
| 2016-2017       | Gütersloh          | OL              | 20         | 0          |                 | -               | -               |                    | -                  | -                  |             | -           | -           | 20     | 0      |
| 2017-2018       | Mauerwerk          | RL              | 28         | 0          | CA              | 1               | 0               |                    | -                  | -                  |             | -           | -           | 29     | 0      |
| 2018-2019       | Mauerwerk          | RL              | 26         | 1          | CA              | 1               | 0               |                    | -                  | -                  |             | -           | -           | 27     | 1      |
| 2019-2020       | Blau-Weiß Linz     | 1L              | 26         | 2          | CA              | 2               | 0               |                    | -                  | -                  |             | -           | -           | 28     | 2      |
| 2020-2021       | Blau-Weiß Linz     | 1L              | 27         | 6          | CA              | 3               | 0               |                    | -                  | -                  |             | -           | -           | 30     | 6      |
| 2021-2022       | Austria Klagenfurt | BL              | 26         | 9          | CA              | 4               | 0               |                    | -                  | -                  |             | -           | -           | 30     | 9      |
| Totale carriera | Totale carriera    | Totale carriera | 167        | 18         |                 | 11              | 0               |                    | -                  | -                  |             | -           | -           | 178    | 18     |

## Palmarès

### Club

#### Competizioni nazionali
- 2. Liga: 1

Blau-Weiß Linz: 2020-2021